# قطعنامه ۱۹۷۰ شورای امنیت
قطعنامه ۱۹۷۰ شورای امنیت سازمان ملل متحد که در تاریخ ۲۶ فوریه ۲۰۱۱ تصویب شد، سندی بین‌المللی دربارهٔ صلح و امنیت در آفریقا است. این قطعنامه طی نشست ۶۴۹۱ام با ۱۵ رای موافق، ۰ مخالف و ۰ ممتنع تصویب شد.